# کوکنس
کوکنس (به لاتین: Koknese) یک روستا در لتونی است که در شهرداری کوکنس واقع شده‌است. کوکنس ۲٬۹۰۶ نفر جمعیت دارد.

## خواهرخوانده
شهر ویتینگن خواهرخواندهٔ کوکنس هست.